# Al servizio della regina
Al servizio della regina (Her Majesty's Servants) è un racconto dello scrittore inglese Rudyard Kipling appartenente alla raccolta de Il libro della giungla.
Venne pubblicato per la prima volta il 3 marzo 1894 sull'Harper's Weekly, successivamente sul Pall Mall Magazine nello stesso mese e infine ristampato nella raccolta Il libro della giungla l'anno successivo (1894). Nella prima edizione inglese e nelle prime ristampe era intitolato Servants of the Queen, e cambiò nel titolo attuale a partire dalla prima edizione statunitense.
In seguito è stato pubblicato anche singolarmente.

## Trama
La storia segue il punto di vista di un soldato accampato insieme al suo esercito in Rawalpindi, dove l'emiro dell'Afghanistan sta per visitare il Viceré d'India. Una notte la sua tenda viene rovesciata da dei cammelli innervositi, si rifugia sotto un cannone e assiste a un dialogo tra diversi animali dell'esercito (di cui capisce il linguaggio): due muli, un cammello, un cavallo, due buoi e un elefante. Gli animali parlano del loro lavoro, di cosa fanno e di cosa hanno paura. Il giorno dopo avviene la parata in onore dell'emiro dell'Afghanistan, che si stupisce della grande disciplina degli animali al servizio della Regina.

## Personaggi
- Narratore: soldato britannico, narratore della storia.
- Billy: mulo.
- Due Code: elefante.
- Mulo, cammello, cavallo, due buoi: altri animali impegnati nel dialogo centrale della storia.
- Vixen (o Volpina): Fox Terrier del soldato narratore della storia.
- Emiro dell'Afghanistan: sovrano in visita al viceré dell'India, accompagnato da centinaia di uomini e cavalli.
- Viceré: viceré britannico dell'India, che deve ricevere la visita dell'emiro dell'Afghanistan.

## Critica
Secondo William Wallace Robson la storia risulta apprezzabile ma manca del fascino e della magia dell'ambiente della giungla tipico degli altri racconti. Viene però lodato il finale, con la grandiosa apologia all'obbedienza tipica dell'Impero britannico.